# Le Baiser empoisonné
« Prelude to a Kiss » redirige ici. Pour les autres significations, voir Prelude to a Kiss (homonymie).
Pour plus de détails, voir Fiche technique et Distribution.
Le Baiser empoisonné (Prelude to a Kiss) est un film américain réalisé par Norman René, sorti en 1992.

## Synopsis
Peter Hoskins rencontre Rita Boyle et par la suite l'épouse. Le jour de leur mariage, après la cérémonie, un vieil homme embrasse la mariée. Au cours du voyage de noces en Jamaïque, Peter se rend compte que Rita n'est plus la même, elle ne souffre plus d'insomnie, ne boit plus d'alcool, a changé d'opinions politiques et se brosse les dents. Il réalise alors en apercevant le vieil homme, que lors du baiser, Rita et lui ont échangé leurs corps. Le vieil homme, dans le corps de Rita, se réfugie chez les parents de celle-ci, pendant que Rita, dans le corps du vieil homme, retrouve Peter. 
Finalement Rita et le vieil homme se confrontent et échangent à nouveau un baiser et retrouvent leurs corps et le vieil homme en repartant dans sa famille lui recommande de se brosser les dents.

## Fiche technique
- Titre : Le Baiser empoisonné
- Titre original : Prelude to a Kiss
- Réalisation : Norman René
- Scénario : Craig Lucas, d'après sa propre pièce de théâtre
- Production : Michael Gruskoff, Michael I. Levy, Craig Lucas, Catherine Meyers, Jennifer Ogden, Norman René
- Société de production : 20th Century Fox
- Musique : Howard Shore
- Photographie : Stefan Czapsky
- Montage : Stephen A. Rotter
- Décors : Cindy Carr (en) et Jennifer Chang
- Costumes : Walker Hicklin
- Pays d'origine : États-Unis
- Format : Couleurs - 1,85:1 - Dolby - 35 mm
- Genre : Comédie romantique fantastique
- Durée : 101 minutes
- Date de sortie : 10 juillet 1992

## Distribution
- Alec Baldwin (VF : Patrick Floersheim) : Peter Hoskins
- Meg Ryan (VF : Martine Irzenski) : Rita Boyle
- Sydney Walker (VF : Louis Arbessier) : Le vieil homme
- Ned Beatty (VF : Francis Lax) : M. Boyle
- Patty Duke (VF : Francine Lainé) : Mme Boyle
- Stanley Tucci (VF : Daniel Lafourcade) : Taylor
- Kathy Bates (VF : Sylvie Feit) : Leah Blier
- Richard Riehle (VF : Jean Lescot) : Jerry Blier
- Rocky Carroll (VF : Lionel Henry) : Tom
- Debra Monk (VF : Anne Jolivet) : Tante Dorothy
- Ray Gill : Oncle Fred

## Lieux de tournage
Le film a été tourné à Chicago et à Highland Park dans l'Illinois et à la Jamaïque.